# Virou Bagunça
Virou bagunça é um filme brasileiro de 1960. Pertence ao gênero "Comédia Musical" dirigido, coescrito e coproduzido (juntamente com Oswaldo Massaini) por Watson Macedo para a Cinedistri. No elenco, as participações de vários cômicos que ficariam conhecidos nos programas humorísticos da televisão brasileira nos anos seguintes. Interpretando os números musicais compostos por marchas de carnaval e sambas, Trio Irakitan, Linda Batista, Emilinha Borba, Francisco Carlos, Carlos Gonzaga, César de Alencar (com a canção de sucesso, "Índio qué apito") e outros. Na parte final do filme, cenas do carnaval de rua do Rio de Janeiro.

## Sinopse
O grupo musical nordestino "Trio Gerimun" chega ao Rio de Janeiro e tenta iniciar uma carreira musical. Eles vão a vários estúdios de televisão da cidade mas não conseguem uma chance de se apresentarem. Decidem cantar nas ruas, porém, são perseguidos pela polícia. Na fuga, eles chegam ao estúdio da TV-Olho ("A que vê tudo e não diz nada", conforme fala Chacrinha). Lá, eles conhecem a "vedete da propaganda" Marli, que está a deixar a televisão para estrelar uma peça no teatro de revista chamada "Castiga a minhoca". Marli os convida para trabalharem com ela. Mas, ao invés de trabalho como músicos, só lhes dá pequenas tarefas e os envolve em suas confusões, o que os leva a serem raptados por supostos revolucionários barbudos do Partido Comodista Nacional e, depois, confundidos com loucos e internados num hospício, onde conhecem "Napoleão", "Nero" e "Lampião".

## Elenco
- Trio Irakitan...Trio Gerimun (Chico, Tico e Nico)
- Nádia Maria...Marli
- Zezé Macedo...Biluca[2]
- Valença Filho...Josias
- Roberto Duval...Granada
- Mozael Silveira...Napoleão
- Paulo Celestino...Walter
- Alberico Bruno...Nero
- Chacrinha...Ele mesmo
- Átila Iório...Detetive
- Adolfo Machado...O Louco
- Adhemar Costa ..  O Homem das Neves